# Петър Дачев (художник)
Вижте пояснителната страница за други личности с името Петър Дачев.
Петър Дачев е български художник.

## Биография
Роден е в Котел. Завършва Варненската мъжка гимназия. Учи в Художествено-индустриалното училище при проф. Цено Тодоров. Учи и в Академията на изящните изкуства в Цариград през 1924–1926. Рисува предимно пейзажи морска живопис, прави и много рисунки и литографии, илюстрира книги, пише критически материали, сътрудничи на издания за изкуство. 

## Книги
- Непознатият Цариград. София, 1942.